# Intel Management Engine

ME інколи називають «кільце -3», підкреслюючи його вищу привілейованість ніж режим SMM (кільце -2) і гіпервізор (кільце -1). Всі ці режими працюють з вищим рівнем привілеїв, ніж ядро операційної системи (кільце 0).

Intel Management Engine (ME) (також англ. Manageability Engine) — автономна підсистема, що присутня практично у всіх чипсетах для мікропроцесорів фірми Intel, починаючи з 2008 року.
Підсистема складається з пропрієтарного програмного забезпечення, яке базується на операційній системі MINIX, яке працює на окремому мікропроцесорі, і виконує специфічні задачі під час початкової ініціалізації системи, під час нормальної роботи, і навіть коли комп'ютер знаходиться в режимі гібернації.
Більш того, процесор ME залишається увімкненим навіть тоді, коли на систему просто подається живлення (з блока живлення чи акумулятора).
За твердженням Intel, ME потрібна для досягнення максимальної швидкодії системи.
Як саме працює система ME залишається повністю невідомим, і її бінарний код підданий обфускації за допомогою секретних кодів Гаффмана, таблиці з якими зберігаються напряму у мікросхемі (таким чином firmware не містить ніяких модулів для декодування — все відбувається на апаратному рівні). Головний конкурент Intel, компанія AMD, реалізувала схожу технологію AMD Secure Technology (раніше називалася англ. Platform Security Processor) у практично всіх своїх процесорах, починаючи з 2013 року.
ME часто плутають з Active Management Technology, що базується на ME, але доступна лише на процесорах з технологією Intel vPro. AMT дозволяє віддалене адміністрування комп'ютера, наприклад, вмикання-вимикання або перевстановлення операційної системи. AMT можливо вимкнути, але станом на березень 2018 року не існує офіційного і документованого шляху вимкнути ME.
Організація Electronic Frontier Foundation (EFF) і експерт з безпеки Damien Zammit стверджують, що ME є не чим іншим, як бекдором, і становить пряму загрозу приватності користувачів комп'ютера. За словами Замміта, ME має повний доступ до всієї пам'яті машини (головному процесорові ЕОМ про цей доступ нічого не відомо); і може зчитувати чи надсилати будь-який пакет, що передається по мережних інтерфейсах, без жодного відома операційної системи. Натомість Intel стверджує, що «не вставляє бекдори у свої продукти» і що її продукція «не дає фірмі Intel контроль чи доступ до комп'ютерних систем без явного дозволу кінцевого користувача».
У ME було знайдено кілька слабких місць. 1 травня 2017 року Intel підтвердила баг SA-00075 (Remote Elevation of Privilege bug) у технології ME.
У кожній платформі Intel з ME, AMT або Small Business Technology, починаючи з Nehalem (2008) до Kaby Lake (2017), присутній експлойт, який можна активувати віддалено через ME.